# 井上昌己
井上昌己（日语：／ Inoue Masaki，1979年7月25日—），日本男子自行车运动员。他曾代表日本参加2004年夏季奥林匹克运动会自行车比赛，联同伏见俊昭和长冢智广获得男子团体竞速赛银牌。